# Ozero Skobroje
Ozero Skobroje (ryska: Озеро Скоброе) är en sjö i Belarus.   Den ligger i voblasten Vitsebsks voblast, i den norra delen av landet, 210 km nordost om huvudstaden Minsk. Ozero Skobroje ligger 134 meter över havet. Arean är 0,40 kvadratkilometer. Den sträcker sig 1,0 kilometer i nord-sydlig riktning, och 1,4 kilometer i öst-västlig riktning.
I omgivningarna runt Ozero Skobroje växer i huvudsak blandskog. Runt Ozero Skobroje är det ganska tätbefolkat, med 72 invånare per kvadratkilometer.